# Verrières (Vienne)
Verrières é uma comuna francesa na região administrativa da Nova Aquitânia, no departamento de Vienne. Estende-se por uma área de 19,58 km². Em 2010 a comuna tinha 1 012 habitantes (densidade: 51,7 hab./km²).